# Herbert Nelson
Herbert Nelson (geboren am 31. Oktober 1910 in Berlin-Charlottenburg als Herbert Lewysohn; gestorben am 18. Mai 1988 in Riverdale, New York) war ein deutsch-US-amerikanischer Kabarettist.

## Leben

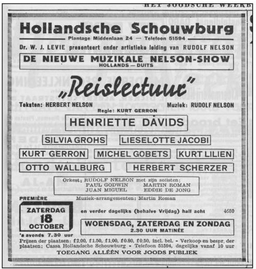
Niederländische Zeitungswerbung für die neue Musikshow Reislectuur von Rudolf Nelson, 18. Oktober 1941. Unter den Schauspielern auch seine spätere Frau Silvia Grohs

Herbert Lewysohn war der Sohn des jüdischen Kabarettisten Rudolf Nelson, der diesen Künstlernamen angenommen hatte, und der Schauspielerin Käthe Erlholz (bürgerlicher Name: Katharina Reinholz). Sein Halbbruder, den seine Mutter mit in die Ehe brachte, war der Journalist Hanns Reinholz. Herbert Nelson heiratete 1945 die Schauspielerin und Holocaustüberlebende Silvia Grohs. Nach der Scheidung dieser Ehe heiratete er am 25. Mai 1949 in New York Eva Fenchel (1924–2002); ihr gemeinsamer Sohn Peter David Nelson kam 1952 zur Welt.
Herbert Nelson besuchte bis 1926 das Realgymnasium in Berlin. Er machte eine Zeitungslehre im Ullstein-Verlag und arbeitete in den Redaktionen der Vossischen Zeitung und der B.Z. am Mittag. Nach der Machtübergabe an die Nationalsozialisten wurde er im September 1933 entlassen. Er flüchtete nach Marienbad in die Tschechoslowakei und schlug sich zusammen mit Emmerich Bernauer mit Arbeiten für Theaterproduktionen von Rudolf Bernauer durch. Ab 1935 waren beide in den Niederlanden tätig. Nach der deutschen Besetzung der Niederlande 1940 arbeitete er in einem Theater, das Heintje Davids, Werner Levie und sein Vater noch eine Zeitlang in der Hollandsche Schouwburg in Amsterdam ausschließlich vor jüdischem Publikum  betreiben durften. 1943 wurde er als „Halbjude“ klassifiziert und entging dadurch der unmittelbaren Verfolgung. Herbert Nelson machte noch Untergrundkabarett in seiner Wohnung und beteiligte sich an Passfälschungsarbeiten des niederländischen Widerstands.
Nach der Befreiung der Niederlande betrieb er noch kurze Zeit ein Kabarett für die britische und die US-amerikanische Truppenbetreuung in den Niederlanden. Er emigrierte 1946 in die Schweiz und im August 1947 – unter dem Namen Lewysohn – mit seiner ersten Frau via Rotterdam in die USA, wo er im September 1950 einen Einbürgerungsantrag stellte.
Er trat zunächst noch in deutscher Sprache in Kulturveranstaltungen der Einwanderer und Flüchtlinge auf, ab 1949 mit seiner zweiten Frau dann auch in englischer Sprache. Nelson entwickelte sich zum Vertreter des englischsprachigen Kabaretts in der Tradition des europäischen literarischen Kabaretts. Von 1952 bis 1976 war er außerdem Rundfunkredakteur bei Voice of America. 1961 trat er am Broadway als niederländischer Zahnarzt Dr. Van Droog in The Complaisant Lover am Ethel Barrymore Theatre auf (ein Stück, in dem Sir Michael Redgrave und der junge Gene Wilder mitwirkten). Ab 1972 waren er und seine Frau an der Sommerschule des Middlebury College engagiert, um dort Kabarett zu lehren. In den 1980er Jahren kam das Nelson-Duo für eine Tournee in die Niederlande und in die Bundesrepublik.
Herbert Nelson starb am 18. Mai 1988 im Alter von 77 Jahren in Riverdale (New York).

## Kabarett (Auswahl)
- mit Emmerich Bernauer: Abgelaufen! und  Ich habe so das Gefühl... Vorgetragen Mitte der 1930er Jahre bei Rudolf Nelson im Cabarett Gaité in Amsterdam. In: Volker Kühn: Deutschlands Erwachen, 1989, S. 187–189.
- Das Leben geht weiter und Die große Straße. 1940, 1941 in der Joodschen Schouwburg und Ein neues Kinderlied. 1943 im Untergrund. In: Volker Kühn: Deutschlands Erwachen, 1989, S. 204–207.
- Cabaret with Eva Nelson. Schallplatte. Eva Nelson; Herbert Nelson; Gene Allen; Gloria Shayne; Noel Paris. New York, N.Y. : Panorama, 1975?